# Буковина (поїзд № 8/7)
«Буковина» — пасажирський потяг № 8/7 сполученням Київ — Чернівці/Івано-Франківськ
Протяжність маршруту потяга складає — 839 км.
На даний потяг є можливість придбати електронні проїзні документи.

## Історія
17 січня 2017 року «Укрзалізниця» призначила новий потяг № 149/150 категорії нічний експрес сполученням Київ — Івано-Франківськ. Потяг сформований з вагонів, що пройшли капітально-відновлювальний ремонт, поставили сидячі місця, які перетворювались на ліжка, а його графік складений з урахуванням побажань пасажирів. Цей потяг добирався за 8 годин (замість 11).
9 грудня 2018 року був змінений номер поїзда на №7/8.
31 серпня 2019 року був продовжений до станції Чернівці (став двогрупним) під одним номером до кінцевої.
З 18 березня по 1 червня 2020 не курсував через COVID-19, але потім курсував тільки до станції Івано-Франківськ, а 21 липня відновив повне курсування.
З 24 серпня по 21 вересня 2020 скорочений до станції Снятин, потім відновив курсування, а 19 жовтня знову скорочений до Снятина
З 7 по 27 березня 2021 року через попадання Івано-Франківської області в "червону" зону потяг скоротили до станції Львів.
15 грудня 2024 року поїзд отримав назву «Буковина».

## Інформація про курсування
Потяг курсує цілий рік, щодня. На маршруті руху потяг зупиняється на 4 проміжних станціях: Львів, Івано-Франківськ, Коломия, Снятин.
| Час прибуття | Зупинка | Час відправлення | Станція          | Час прибуття | Зупинка | Час відправлення |
| -            | -       | 22:22            | Київ             | 09:07        | -       | -                |
| 05:03        | 20      | 05:23            | Львів            | 02:02        | 23      | 02:25            |
| 07:35        | 20      | 07:55            | Івано-Франківськ | 23:22        | 27      | 23:49            |
| 08:55        | 3       | 08:58            | Коломия          | 22:25        | 2       | 22:27            |
| 09:29        | 2       | 09:31            | Снятин           | 21:54        | 2       | 21:56            |
| 10:15        | -       | -                | Чернівці         | -            | -       | 21:08            |
| ------------ | ------- | ---------------- | ---------------- | ------------ | ------- | ---------------- |

Актуальний розклад руху вказано у розділі «Розклад руху призначених поїздів» на офіційному вебсайті «Укрзалізниці».

## Склад потяга
Потяг складається з вагонів плацкарт, купе, люкс.
Вагони потяга обладнані холодильниками, мікрохвильовими пічами, кавоварками, окремими табло з назвами станцій і температурою у вагоні. У кожному купе — розетки і софітні світлодіодні лампи, на вікнах замість штор — сучасні жалюзі. Нові вагони обладнані біотуалетами, тому провідникам не доводиться закривати санвузли в санітарних зонах. І сидячі місця перетворюються на ліжка